# Мухаммед Мохаммадулла
Мухаммед Мохаммадулла (бенг. মোহাম্মদ মুহম্মদুল্লাহ, 21 жовтня 1921 — 12 листопада 1999) — 3-й президент Бангладеш.

## Біографія
Мухаммед Мохаммадулла народився 1921 року в окрузі Лакшміпур індійської провінції Бенгалія. Його батько Мунши Абдул Вахаб був соціальним працівником. 1943 року Мухаммед з відзнакою захистив диплом бакалавра історії в Даккському університеті, а 1948 року отримав ступінь бакалавра права.
З 1950 року Мухаммед Мохаммадулла став членом Авамі Ліг, а з 1953 до 1972 року займав посаду її секретаря у Східному Пакистані. 1966 року він узяв участь у русі на підтримку так званої «Програми з шести пунктів», за що надовго потрапив до в'язниці. 1970 року його було обрано до Провінційної асамблеї Східного Пакистану за списком Авамі Ліг.
1971 року, під час війни за незалежність Бангладеш, Мухаммед Мохаммадулла став політичним радником виконувача обов'язки президента Бангладеш Саїд Назрул Іслама. Після утворення незалежного Бангладеш його було 10 квітня 1972 року обрано заступником спікера Бангладеської конституційної асамблеї, а пізніше того ж року став в.о. спікера. 12 листопада 1972 року його було затверджено на посаді спікера.
У 1973 році його обрали до парламенту та переобрали спікером. 24 грудня 1973 року став виконувачем обов'язків президента, а 24 січня 1974 року був обраний на пост глави держави.
Після виходу у відставку з посту президента у січні 1975 року Мухаммед Мохаммадулла став міністром земельної реформи. Після перевороту 15 серпня 1975 року він став віце-президентом.
1980 року Мухаммед Мохаммадулла приєднався до Націоналістичної партії, й у березні 1982 року знову став віце-президентом, однак через переворот, влаштований генералом Ершадом, пробув на цій посаді менше 24 годин.
Перед парламентськими виборами 1996 року Мухаммед Мохаммадулла залишив Націоналістичну партію та знову вступив до Авамі Ліг.